# Елкхорн Сити (Кентаки)
Елкхорн Сити (енгл. Elkhorn City) град је у америчкој савезној држави Кентаки.

## Демографија
По попису из 2010. године број становника је 982, што је 78 (-7,4%) становника мање него 2000. године.
| Група             | 2000.         | 2010.       |
| Белци             | 1.047 (98,8%) | 972 (99,0%) |
| Афроамериканци    | 1 (0,1%)      | 3 (0,3%)    |
| Азијати           | 0 (0,0%)      | 0 (0,0%)    |
| Хиспаноамериканци | 8 (0,8%)      | 2 (0,2%)    |
| Укупно            | 1.060         | 982         |